# كايلا بيدرسن
كايلا بيدرسن (بالإنجليزية: Kayla Pedersen)‏ مواليد 14 أبريل 1989 في فلينت، هي لاعبة كرة سلة أمريكية. بدأت مسيرتها الاحترافية في سنة 2011. تم اختيارها من قبل فريق تلسا شوك خلال الدرافت. تلعب مع كونيتيكت صن في دوري الاتحاد الوطني لكرة السلة النسائية. وتحمل الرقم 7. يبلغ طولها 6 قدم 4 بوصة (1.9 م). لعبت مع تلسا شوك وكونيتيكت صن.

## روابط خارجية
- كايلا بيدرسن على موقع الاتحاد الدولي لكرة السلة (الإنجليزية)
- كايلا بيدرسن على موقع الاتحاد الوطني لكرة السلة النسائية (الإنجليزية)
- كايلا بيدرسن على موقع كرة السلة الأوروبية.كوم (الإنجليزية)
- كايلا بيدرسن على موقع كلية كرة السلة في سبورتس رفرنس.كوم (الإنجليزية)
- كايلا بيدرسن على موقع بروبوليرز (الإنجليزية)
- كايلا بيدرسن على موقع سبورتس رفرنس (الإنجليزية)